# Аборти в Албанії

Правовий статус абортів у світі:
Легальний
Легальний при зґвалтуванні та за медико-соціальними показниками
Легальний у випадках (або заборонений, окрім випадків) зґвалтування, медико-соціальних протипоказань
Заборонений, окрім випадків зґвалтування та медико-соціальних протипоказань
Заборонений, окрім випадків загрозі життю вагітної жінки та при наявності психічних і патологічних протипоказань
Заборонений без виключень
Відмінності за регіонами
Відсутні дані

Аборти в Албанії повністю легальні з 7 грудня 1995 року. Аборти проводять у медичних установах і здійснюють за бажанням жінки, якщо строк вагітності становить не більш як 12 тижнів. За тиждень до процедури жінка зобов'язана пройти консультацію. Медустанови, які проводять аборти, зобов'язані тримати в таємниці особисті дані пацієнток, які пройшли процедуру.
Під час правління Енвера Ходжі в країні діяла політика наталізму, тому жінки робили аборти незаконно або власноруч. Це призвело до того, що країна посідала друге місце в Європі за рівнем материнської смертності. За розрахунками половина вагітностей закінчувалася абортом. Жінок, викритих в аборті, партія піддавала програмі перевиховання.
1989 року аборт узаконено для випадків зґвалтування та інцесту, а також для пацієнток віком до 16 років. У 1991 році до згаданих додано ще низку причин. Закон про аборти 1995 року призвів до скасування попередніх законів.
Станом на 2008 рік штучним перериванням закінчувалися 18,7 % вагітностей. 2010 року кількість проведених абортів становила 9,2 на 1000 жінок віком від 15 до 44 років.